# Laophontodes echinatus
Laophontodes echinatus är en kräftdjursart som beskrevs av Brady 1918. Laophontodes echinatus ingår i släktet Laophontodes och familjen Ancorabolidae. Inga underarter finns listade i Catalogue of Life.